# Entrincheiramento de Uruçumirim
O Entrincheiramento de Uruçumirim foi uma paliçada franco-tamoia localizada no outeiro da Glória, no atual município do Rio de Janeiro, no estado do Rio de Janeiro, no Brasil. Foi atacada e invadida pelos tropas portuguesas e temiminós em 20 de janeiro de 1567, consolidando o domínio português na região.

## História
No contexto da tentativa francesa de estabelecimento de uma colônia na baía da Guanabara, a França Antártica, em Novembro de 1555, os seus colonos abrigaram-se na ilha de Sergipe (atual ilha de Villegagnon), levantando uma fortificação que recebeu o nome de forte Coligny. Essa posição foi varrida em Março de 1560 pela frota do governador-geral Mem de Sá (1558-1572), armada para esse fim.
Os sobreviventes franceses, cerca de vinte indivíduos, internaram-se nas matas em terra firme, procurando abrigo entre os aldeamentos tamoios aliados. Com os navios avariados e sem homens suficientes, Mem de Sá não dispunha de recursos para o início de um estabelecimento português na baía da Guanabara, retirando-se a 3 de abril para Salvador, na capitania da Bahia.
Por essa razão, a presença francesa sobreviveu na baía de Guanabara, vindo a ser erradicada apenas com a expedição temiminó-portuguesa de fins de Janeiro de 1567 liderada por Mem de Sá, Estácio de Sá e Arariboia, que culminou com a devastação dos aldeamentos paliçados de Uruçumirim (no outeiro da Glória) e de Paranapuai (na ilha do Governador). Dois anos antes, em 1º de março de 1565, Estácio de Sá, comandando 220 homens, havia fundado a atual cidade do Rio de Janeiro, no sopé do morro do Pão de Açúcar, na entrada da baía de Guanabara, enquanto aguardava a chegada de reforços portugueses, que somente viria a ocorrer em 1567, com a chegada de mais de duzentos homens comandados por Mem de Sá.
Uruçumirim, considerado como um entrincheiramento, tratava-se de importante aldeamento dos Tupinambás, defendido ao modo indígena, isto é, cercado por uma forte paliçada. BARRETTO (1958) dá-o como uma bateria, erguida no outeiro da Glória entre 1555-1567 e complementa com a data da sua conquista pelas forças portuguesas, 20 de janeiro de 1567, ocasião em que Estácio de Sá (1510-1567) foi ferido por uma flecha no olho, vindo a falecer um mês após, a 20 de fevereiro (op. cit., p. 256). A decisiva batalha de Uruçumirim envolveu 1 200 combatentes (as forças temiminó-portuguesas somavam mais de 420 combatentes), nela tendo perecido Aimberê, líder à época da confederação dos Tamoios (1555-1567), cuja cabeça (e as de outros líderes indígenas) foi cortada e exibida numa estaca. Seiscentos tamoios e cinco franceses morreram na batalha de Uruçumirim, e dez franceses foram enforcados no dia seguinte à batalha. O padre jesuíta José de Anchieta (1534-1597), cronista da campanha, reportou o seu saldo à época: "160 aldeias incendiadas, passado tudo a fio de espada".